# Sokolskiklostret

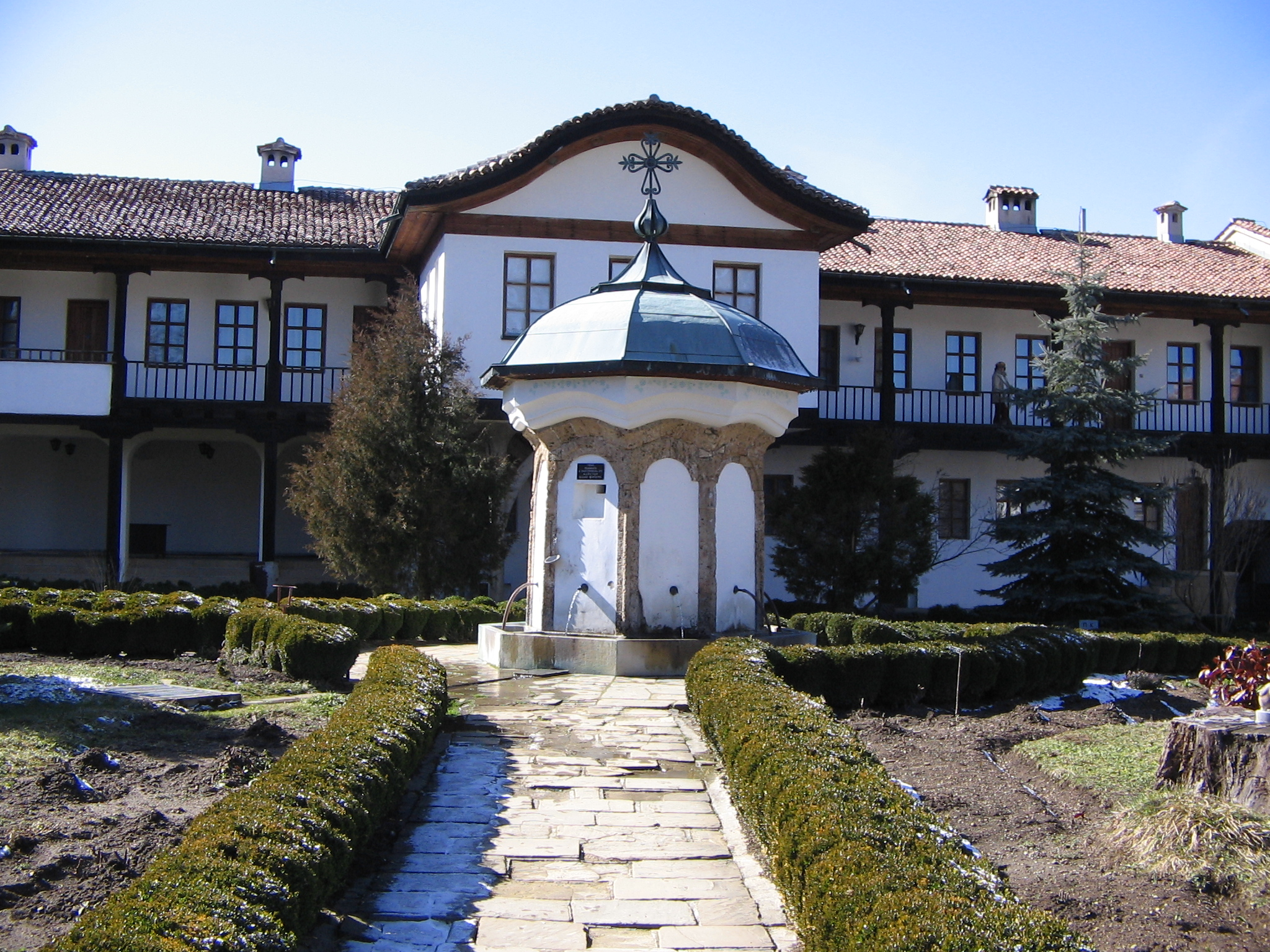
Sokolskiklostret.

Sokolskiklostret (bulgariska: Соколски манастир) är ett kloster i Bulgarien, 10 km sydost om Gabrovo, nära byn Tjarkovo. Den grundades 1833 av Jossif Sokolski.